# Išicha
Išicha (čínsky v českém přepisu I-š'-cha, pchin-jinem Yìshīhā, znaky 亦失哈; 1409?–1451?) byl čínský eunuch, kterého císaři říše Ming vyslali na devět výprav do Mandžuska a přilehlých oblastí Dálného východu. Plavil se na řekách Sungari a Amur; na dolním Amuru, nedaleko ústí řeky do moře, u dnešní vesnice Tyr v Chabarovském kraji, postavil dva buddhistické chrámy.

## Život
Išicha pocházel z chajsijských Džürčenů a koncem 14. století padl do mingského zajetí. Stal se eunuchem v císařském paláci, kde pracoval pod vedením Wang Čena a Cchao Ťi-sianga.

Čínské zahraniční výpravy ér Jung-le a Süan-te:

V éře Jung-le (1403–1424) říše Ming vedla aktivní zahraniční politiku. Na moři vysílala expedice do „Východních, Jižních i Západních moří“ (tj. na Filipíny, do Indonésie a, pod vedením admirála Čeng Chea, do Indického oceánu). Na souši mingský vyslanec Čchen Čcheng dorazil do Herátu – hlavního města říše Timúrovců. Roku 1409 mingská vláda, už ve styku s ťienčouskými i chajsijskými Džürčeny, pověřila Išichu připravit expedici k dolnímu toku Amuru, aby demonstroval moc říše Ming zde žijícím nurgalským Džürčenům, navázal s nimi oficiální styky a odvrátil případné nebezpečí z jejich strany v případě bojů mingské říše s východními Mongoly.
Roku 1411, po dvouleté přípravě, Išichova výprava odplula z Ťi-linu po proudu Sungari na 25 lodích s tisícovkou lidí na palubách. Džürčeni expedici prakticky nekladli překážky. Išicha obdaroval místní náčelníky a zřídil Nurgalské regionální velitelství (čínsky v českém přepisu Nu-er-kan tu-s’, pchin-jinem Nú'érgāndūsī, znaky 奴儿干都司) v Tche-linu (特林, dnešní vesnice Tyr v ruském Chabarovském kraji). Na stejném místě sídlil v letech 1260–1320 „Velitel východních tažení“ vyslaný vládou říše Jüan. Nově zřízené velitelství uplatňovalo svou autoritu na značné části povodí Amuru, včetně povodí řek Sungari, Ussuri, Urmi, Mu-ling a Non. Poté se vrátil do Číny, přičemž s sebou přivedl poselstvo 178 nurgalských Džürčenů přinášející tribut mingskému císaři.

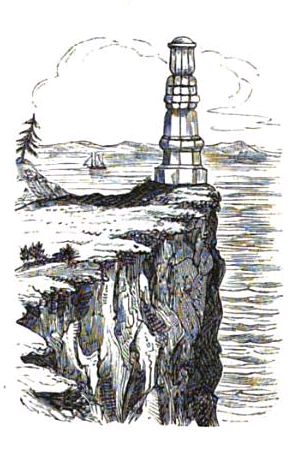
Pilíř na vrchu říčního útesu u Tyru, jak vypadal kolem roku 1860. Zřejmě pozůstatek druhého Išichova chrámu.

V letech 1413–1414, během své druhé amurské expedice, strávil Išicha v Tche-linu celý rok. Na říčním útesu postavil buddhistický chrám pojmenovaný „Chrám věčného míru“ (Jung-ning-s’, 永宁寺) a zasvěcený Kuan-jin). V blízkosti vztyčil stélu (nyní je v Arsenjevském muzeu ve Vladivostoku) s trojjazyčným nápisem (čínským, mongolským a džürčenským) popisujícím jeho výpravu. Podle nápisu byli místní obyvatelé zkušení střelci z luku a rybáři, odívali se do rybích kůží. Existují důkazy, že roku 1413 Išicha navštívil blízké pobřeží Sachalinu a udělil místním náčelníkům mingské úřední tituly. Do konce éry Jung-le Išicha uskutečnil ještě tři výpravy na dolní Amur, které se vracely s tributem od místních kmenů.
Smrt císaře Jung-le roku 1424 mingskou politiku vůči Džürčenům neovlivnila, po několikaměsíční vládě Chung-siho nastoupil císař Süan-te a pokračoval ve vysílání expedic na severovýchod. Roku 1425 představitel mingské vlády v Liao-tungu Liou Čching přikázal postavit lodě pro novou říční výpravu, která vyplula následující rok, znovu pod Išichovým vedením.
Na své poslední expedici, roku 1432, se Išicha účastnil nastolení nového náčelníka nurgalských Džürčenů, kterého přivezl z Pekingu, aby nastoupil po smrti svého otce. Išicha předal novému vládci pečeť a rozdal dary menším náčelníkům. V této expedici disponoval 50 loděmi a dvěma tisíci muži. Chrám z roku 1413 byl už zničen, a tak postavil nový na jiném místě – na místě chrámu postaveného v dobách dynastie Jüan. vedle nového chrámu vztyčil novou stélu (nyní také v muzeu ve Vladivostoku). Celkem na dolní tok Amuru podnikl devět výprav.
Od poloviny 30. let mingská vláda přerušila vysílání zahraničních expedic. V této souvislosti byl Išicha roku 1435 jmenován velitelem obrany Liao-tungu a zůstal na tomto postu 15 let. Během útoků Ojratů Esena-tajšiho byly patrně jeho výkony shledány neuspokojivými a mezi roky 1449 a 1451 o funkci přišel. Dále již není v pramenech připomínán.